# سیارک ۱۳۵۸۳
سیارک ۱۳۵۸۳ (به انگلیسی: 13583 Bosret، نامگذاری:1993TN18) سیزده هزار و پانصد و هشتاد و سومین سیارک کشف شده‌است که در ۹ اکتبر ۱۹۹۳ کشف شد.
قدر مطلق سیارک برابر ۲۹.۵ است.